# Laze pri Oneku
Laze pri Oneku je naselje u slovenskoj Općini Kočevju. Laze pri Oneku se nalazi u pokrajini Dolenjskoj i statističkoj regiji Jugoistočnoj Sloveniji. 

## Stanovništvo
Prema popisu stanovništva iz 2002. godine naselje je imalo 0 stanovnika.